# Hubo
Cet article concerne le robot androïde sud-coréen. Pour les autres significations, voir Hubo (homonymie).
Hubo (ou KHR-3) est un robot humanoïde sud-coréen. Il a été développé par le KAIST (Korean Advanced Institute of Science and Technology).

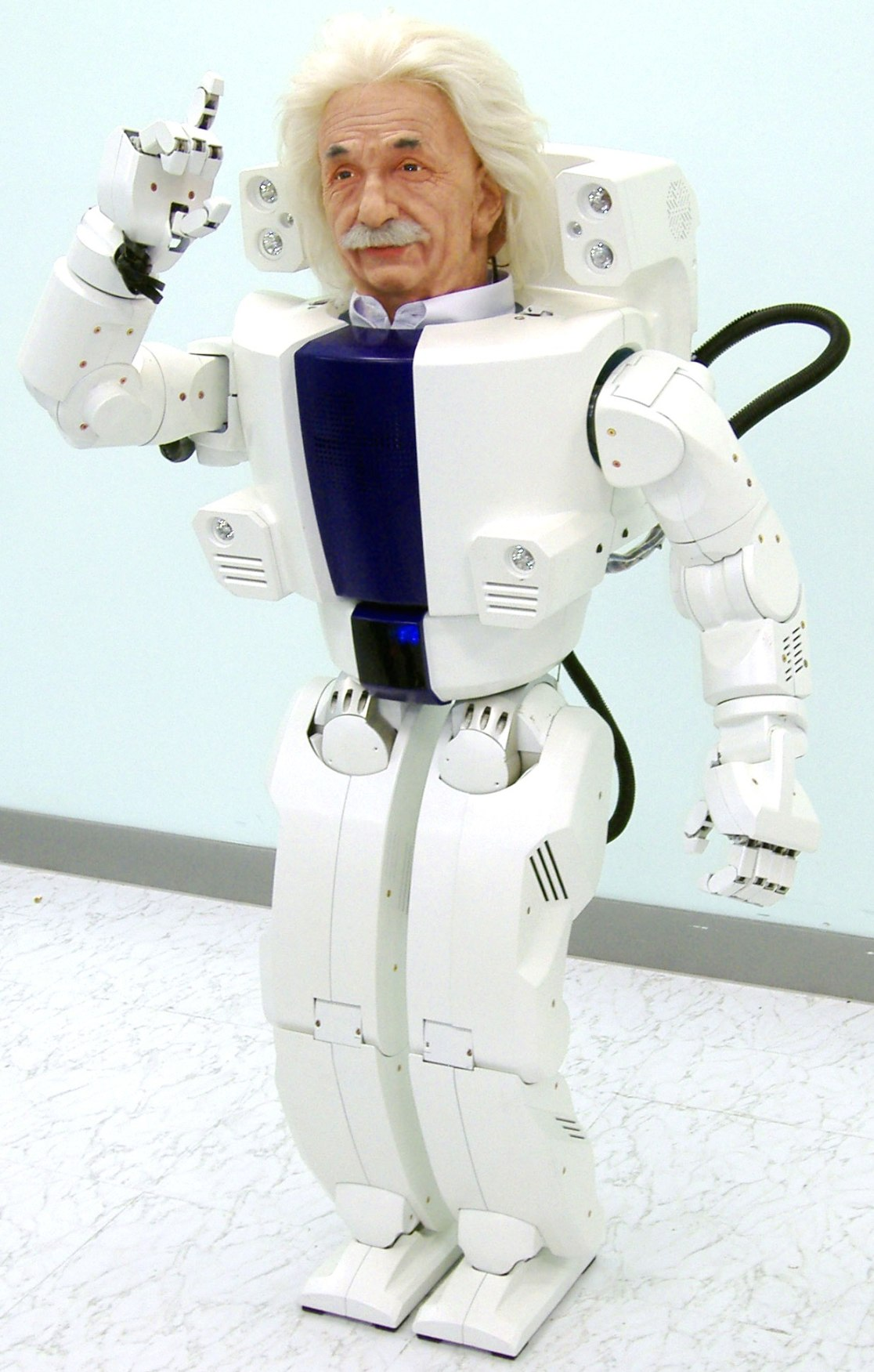
Un modèle de Hubo portant un masque d'Albert Einstein.

## Description
Son niveau technologique est à ce niveau, beaucoup moins avancé que celui de ASIMO ou de Qrio, qu'il compte concurrencer. Néanmoins, son développement a coûté beaucoup moins que ces deux derniers robots. En effet, seul 1 million de dollars ont été investis pour Hubo, contre 300 millions pour le développement de Asimo.
| Caractéristiques techniques | Caractéristiques techniques |
| --------------------------- | --------------------------- |
| Taille                      | 120 cm                      |
| Masse                       | 55 kg                       |
| Vitesse de marche           | 1,2 km/h                    |
| Vitesse de course           | 3 km/h                      |

## Vainqueur du Concours de la DARPA 2015
Un nouveau modèle de robot HUBO de la  Team KAIST a été le vainqueur du DARPA Robotics Challenge le 6 juin 2015. La machine, appelée RDC-Hubo, est un dispositif adaptable multifonctionnel avec la capacité de marcher et de rouler en utilisant des quatre roues incorporées dans ses genoux. Le but du concours était de récompenser le robot capable de venir en aide au victime dans des zones dangereuses (après une explosion de centrale nucléaire ou un tremblement de terre). L'une des épreuves était de monter des escaliers, le RDC-Hubo a pu le faire en transformant sa posture de marche.

## Versions ultérieures
Dans ses nouvelles versions, HUBO s'est amélioré notamment au niveau de sa locomotion.
- HUBO FX-1

### Albert HUBO
Albert HUBO est une version améliorée du robot HUBO. Celui-ci bénéficie des améliorations techniques de HUBO FX-1 auquel a été ajouté le visage d'Albert Einstein. Sa tête comporte 31 servomoteurs lui permettant d'arborer différentes expressions de visage.
| Caractéristiques techniques | Caractéristiques techniques |
| --------------------------- | --------------------------- |
| Taille                      | 137 cm                      |
| Masse                       | ± 60 kg                     |
| Vitesse de marche           | 1,5 km/h                    |
| Vitesse de course           | -                           |